# Porc Dongpo
El porc de Dongpo és un famós plat de Hangzhou, que es fa saltant panxa de porc mitjançant la tècnica de la cocció roja. El porc es talla en un quadrat d'uns 5 cm de grandària, amb la meitat de carn magra i l'altra meitat de cansalada. La textura en boca és oliosa però no grassa, amb la fragància del vi xinés.

## Origen
Segons la llegenda, quan Su Dongpo va ser bandejat a Huanggang i va portar una vida de pobresa, va millorar el procés tradicional de cocció. Primer bresà el porc, afegint huangjiu (vi xinés fermentat) i coent el porc, estofant-lo llavors a baixa temperatura. El plat va ser preparat primer en Hangzhou, des d'on va florir fins a convertir-se en un dels plats més coneguts de la regió de Zhejiang.